# Светски куп у биатлону 2013/14 — 2. коло
Друго коло Светског купа у биатлону 2013/14 одржано је од 6. до 8. децембра 2013. године у Хохфилцену, (Аустрија).

## Сатница такмичења
| Датум       | Време (UTC+1) | Дисциплина                |
| ----------- | ------------- | ------------------------- |
| 6. децембар | 10:30         | Спринт 7,5 км, жене       |
| 6. децембар | 13:30         | Спринт 10 км, мушкарци    |
| 7. децембар | 11:30         | Женска штафета 4 х 6 км   |
| 7. децембар | 14:33         | Мушка штафета 4 х 7,5 км  |
| 8. децембар | 11:30         | Потера 10 км, жене        |
| 8. децембар | 13:30         | Потера 12,50 км, мушкарци |

## Резултати такмичења

### Мушкарци
| Дисциплина:               | Злато:                                                                                         | Време                                                     | Сребро:                                                                           | Време                                         | Бронза:                                                                       | Време                                                     |
| Спринт 10 км детаљи       | Ларс Бергер · Норвешка                                                                         | 25:02,0 (0+2)                                             | Мартен Фуркад · Француска                                                         | 25:15,6 (0+0)                                 | Оле Ејнар Бјерндален · Норвешка                                               | 25:17,3 (0+1)                                             |
| Штафета 4 х 7,5 км детаљи | Норвешка · Ветле Штостад Кристијансен · Оле Ејнар Бјерндален · Тарјеј Бе · Емил Хегле Свендсен | 1:19:50,8 (0+1) (0+3) (0+0) (0+2) (0+0) (0+3) (0+0) (0+1) | Шведска · Кристофер Ериксон · Бјер Фери · Фредерик Линдстрем · Карл Јохан Бергман | 1:20:10,1 (0+0) (0+3) (0+0) (0+0) (0+0) (0+1) | Русија · Алексеј Волков · Јевгениј Устјугов · Антон Шипулин · Дмитриј Малишко | 1:20:11,9 (0+1) (0+0) (0+0) (0+2) (0+1) (0+2) (0+3) (0+1) |
| Потера 12,5 км детаљи     | Мартен Фуркад · Француска                                                                      | 32:43,3 (0+0+1+0)                                         | Емил Хегле Свендсен · Норвешка                                                    | 32:51,0 (0+0+1+0)                             | Тарјеј Бе · Норвешка                                                          | 33:00,9 (1+0+1+0)                                         |

### Жене
| Дисциплина:             | Злато:                                                                    | Време                                                     | Сребро:                                                                            | Време                                                     | Бронза:                                                                 | Време                                                     |
| Спринт 7,5 км детаљи    | Селина Гаспарин · Швајцарска                                              | 23:16,9 (0+1)                                             | Вероника Виткова · Чешка                                                           | 23:18.1 (0+0)                                             | Irina Starykh · Русија                                                  | 23:19,0 (0+0)                                             |
| Штафета 4 х 6 км детаљи | Украјина · Јулија Џима · Вита Семеренко · Ваљ Семеренко · Олена Пидрушина | 1:13:09,2 (0+0) (0+0) (0+1) (0+0) (0+1) (0+1) (0+0) (0+0) | Немачка · Франциска Пројс · Андреа Хенкел · Франциска Хилдербранд · Лаура Далмајер | 1:14:05,5 (0+1) (0+2) (0+1) (0+0) (0+0) (1+3) (0+0) (0+0) | Француска · Мари Лор Бруне · Софи Буале · Анаис Шевалије · Анаис Бескон | 1:14:10,0 (0+0) (0+3) (0+0) (0+1) (0+1) (0+1) (0+0) (0+1) |
| Потера 10 км детаљи     | Синеве Солемдал · Норвешка                                                | 30:16,2 (1+0+0+0)                                         | Јулија Џима · Украјина                                                             | 30:27,7 (0+0+0+0)                                         | Кристина Палка · Пољска                                                 | 30:31.3 (0+0+0+0)                                         |

## Биланс медаља
| Земља        |   |   |   |    |
| ------------ | - | - | - | -- |
| Норвешка     | 3 | 1 | 2 | 5  |
| Француска    | 1 | 1 | 1 | 3  |
| Украјина     | 1 | 1 | 0 | 2  |
| Швајцарска   | 1 | 0 | 0 | 1  |
| Чехословачка | 0 | 1 | 0 | 1  |
| Немачка      | 0 | 1 | 0 | 1  |
| Švedska      | 0 | 1 | 0 | 1  |
| Русија       | 0 | 0 | 2 | 2  |
| Пољска       | 0 | 0 | 1 | 1  |
| Укупно (9)   | 6 | 6 | 6 | 18 |

## Успеси
Навећи успеси свих времена
| - Дмитро Пидружни, Украјина, 6. место у спринту - Михал Крчмар, Чешка, 42. место у спринтуе - Fangming Cheng, Кина, 90. место у спринту - Ђузепе Монтело, Италија, 103. место у спринту | - Селина Гаспарин, 1. место у спринту - Јулија Џима, Украјина, 2. место у потери - Ирина Старых, Русија, 3. место у спринту - Јекатерина Шумилова, Русија, 6. место у потери - Франциска Пројс, Немачка, 12. место у потери - Анаис Шеваље, Француска, 27. место у спринту - Ева Пускарчикова, Чешка, 36. место у потери - Ања Ержен, Словенија, 45 место у спринту - Chardine Sloof, Холандија, 50. место у потери - Мики Кобајаши, Јапан, 74 место у спринту - Анастасија Калина, Белорусија, 75 место у спринту - Федерика Санфилиппо, Италија, 79 место у спринту |

| Прва трка у светском купу - Fangming Cheng, Кина, 90. место у спринту - Ђузепе Монтело, Италија, 103. место у спринту | - Анаис Шеваље, Француска, 27 место у спринту - Ева Пускарчикова, Чешка, 38. место у спринту - Анастасија Калина, Белорусија, 75 место у спринту - Федерика Санфилиппо, Италија, 79 место у спринту |